# Малый Гашун (хутор)
Малый Гашун — хутор в Зимовниковском районе Ростовской области.
Входит в состав Кировского сельского поселения.

## География
На хуторе имеется одна улица: Речная.

## Население
Динамика численности населения
| 2002 |
| ---- |
| 89   |

| 2010 |
| ---- |
| 81   |